# St. Francis of Assisi’s Church (New York City)

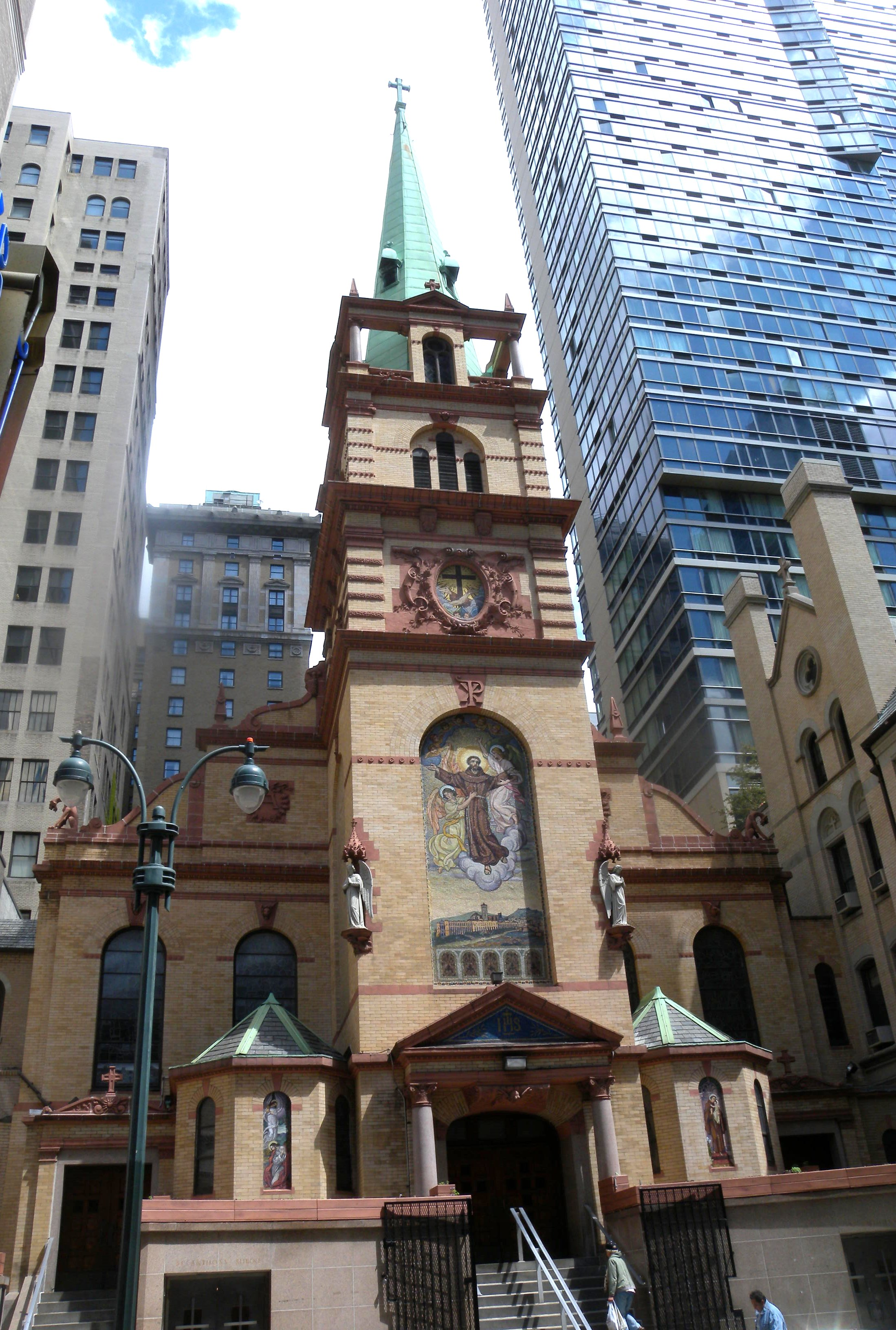
Frontseite

Die St. Francis of Assisi Church ist eine römisch-katholische Gemeindekirche des Erzbistums New York in New York City. Das neugotische Bauwerk befindet sich in der 135-139 West 31st Street im Garment District im Stadtteil Chelsea in Midtown Manhattan.

## Geschichte
Die Gemeinde wurde 1844 durch den Priester Zachary Kunze gegründet, der ebenfalls der Gründer der nahegelegenen deutschen katholischen Kirche St. John the Baptist Church im Jahre 1840 war.

## Galerie

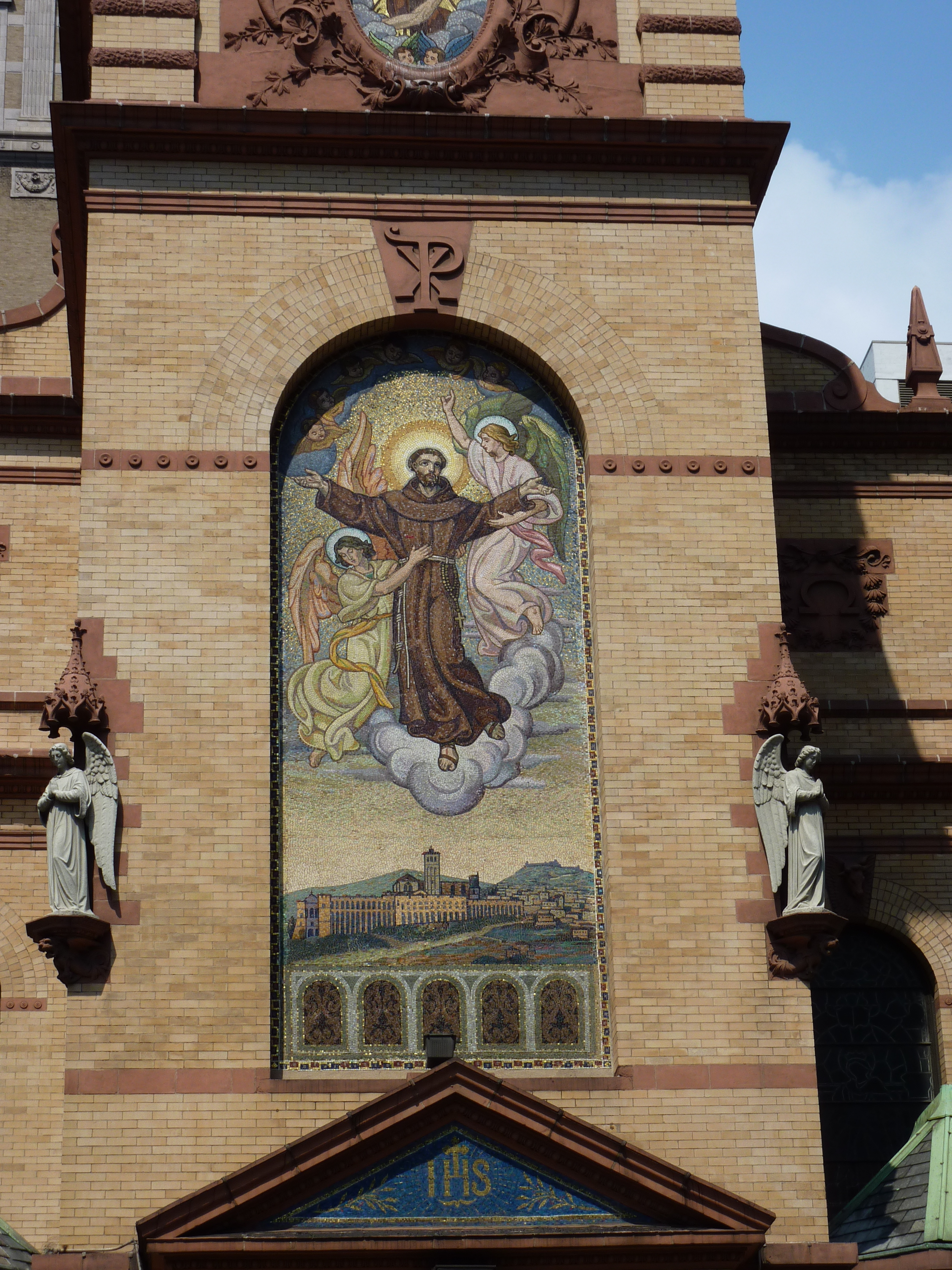
Mosaik am Hauptturm
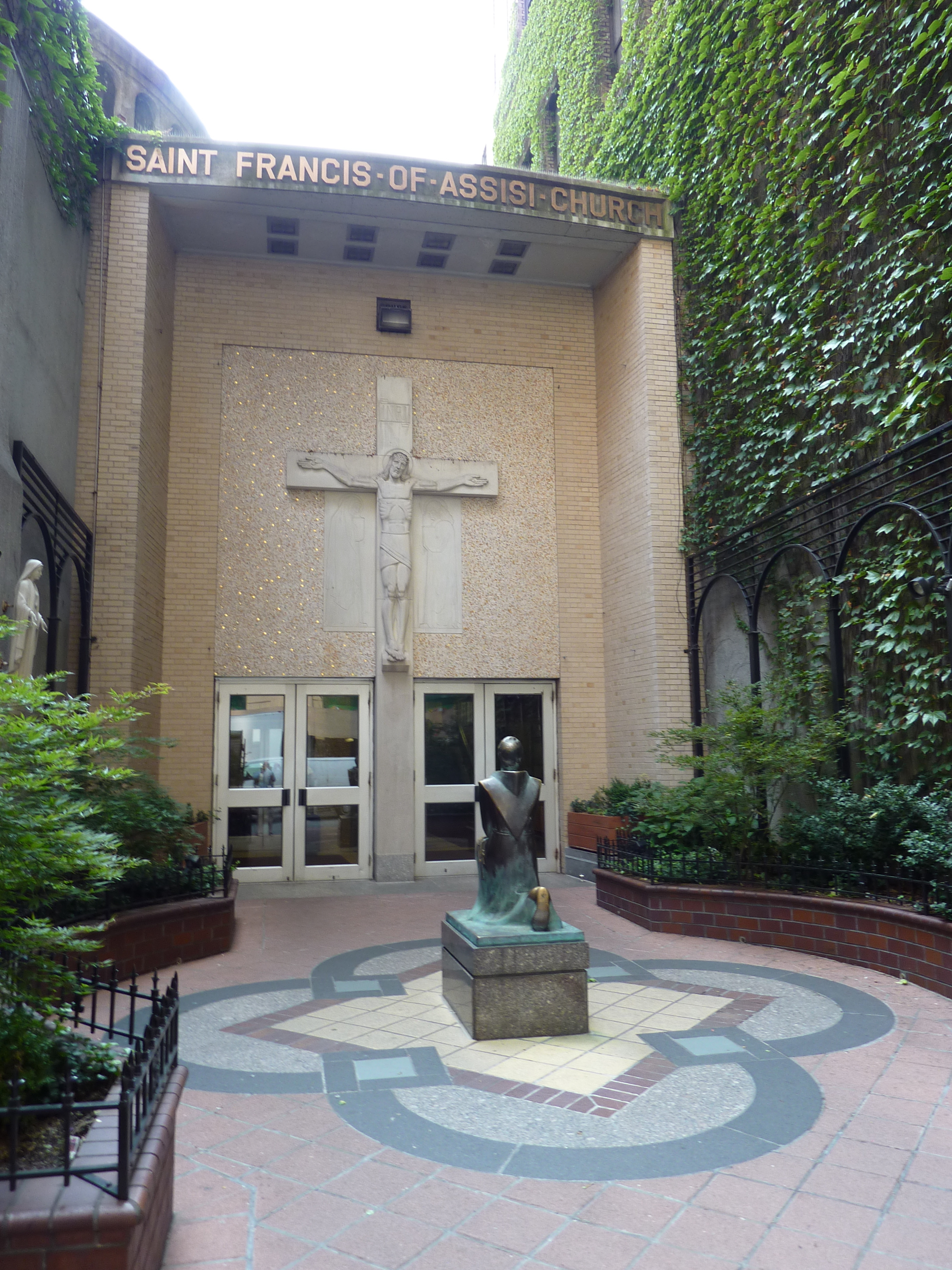
Der Prayer Garden
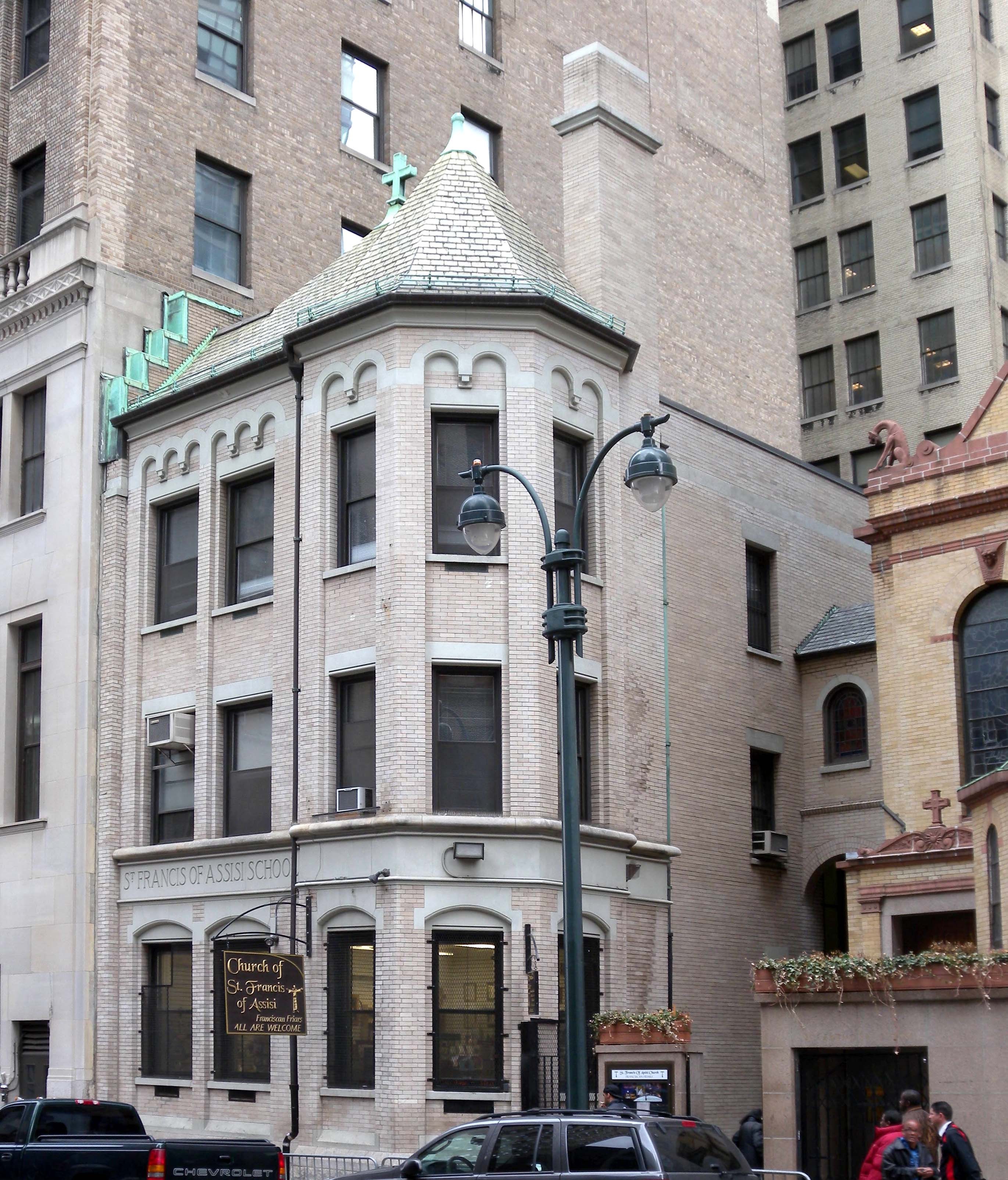
Pfarrhaus